# UAE Team ADQ/2025
Deze pagina geeft een overzicht van de vrouwenwielerploeg UAE Team ADQ in 2025.

## Algemeen
Teammanager: Alejandro Gonzalez-Tablas
Ploegleiders: Davide Gani, Nicolas Marche, Aida Nuño, Cherie Pridham, Cristina San Emetrio
Fietsmerk: Colnago
Kleding: Pissei

## Renners

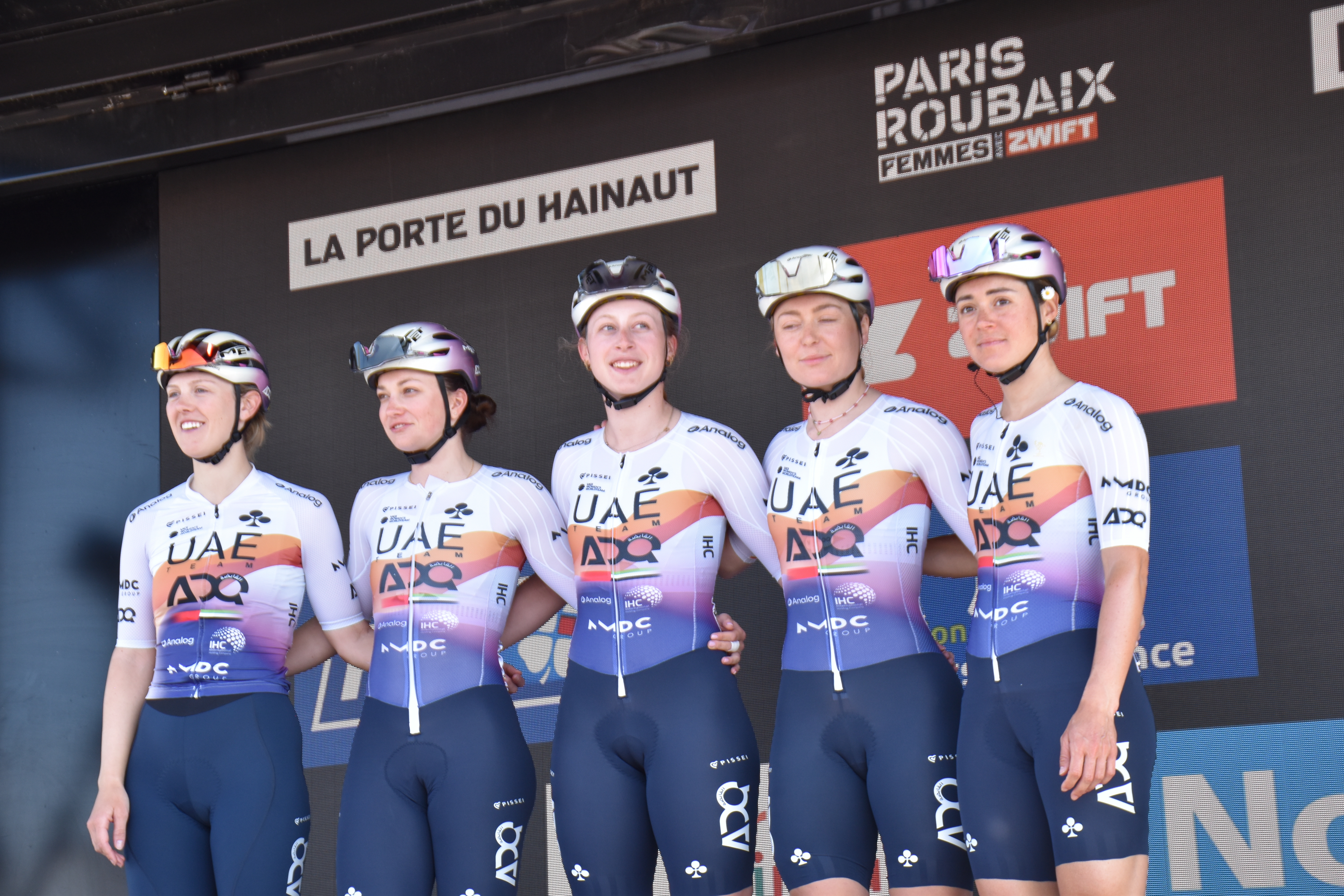
Het team in Parijs-Roubaix 2025.

| Naam                 | Geboortedatum | Nationaliteit                | Ploeg 2024       |
| -------------------- | ------------- | ---------------------------- | ---------------- |
| Safia al Sayegh      | 23-09-2001    | Verenigde Arabische Emiraten |                  |
| Alena Amialiusik     | 06-02-1989    | Wit-Rusland                  |                  |
| Elynor Bäckstedt     | 06-12-2001    | Verenigd Koninkrijk          | Lidl-Trek        |
| Sofia Bertizzolo     | 21-08-1997    | Italië                       |                  |
| Paula Blasi*         | 19-02-2003    | Spanje                       | Massi-Baix Ter   |
| Brodie Chapman       | 09-04-1991    | Australië                    | Lidl-Trek        |
| Eleonora Gasparrini  | 25-03-2002    | Italië                       |                  |
| Lara Gillespie       | 21-04-2001    | Ierland                      |                  |
| Elizabeth Holden     | 12-09-1997    | Verenigd Koninkrijk          |                  |
| Alena Ivanchenko     | 16-11-2003    | Rusland                      |                  |
| Elisa Longo Borghini | 10-12-1991    | Italië                       | Lidl-Trek        |
| Erica Magnaldi       | 24-08-1992    | Italië                       |                  |
| Greta Marturano      | 14-06-1998    | Italië                       | Fenix-Deceuninck |
| Tereza Neumanova     | 09-08-1998    | Tsjechië                     |                  |
| Silvia Persico       | 25-07-1997    | Italië                       |                  |
| Maëva Squiban        | 19-03-2002    | Frankrijk                    | Arkéa-B&B Hotels |
| Karlijn Swinkels     | 28-10-1998    | Nederland                    |                  |
| Sofie van Rooijen    | 13-07-2002    | Nederland                    | VolkerWessels    |
| Dominika Włodarczyk  | 27-01-2001    | Polen                        |                  |

* vanaf 14 mei

### Vertrokken
| Naam                | Geboortedatum | Nationaliteit | Ploeg 2025                       |
| ------------------- | ------------- | ------------- | -------------------------------- |
| Eugenia Bujak       | 25-06-1989    | Slovenië      | Cofidis                          |
| Anastasia Carbonari | 11-09-1999    | Letland       | BTC City Ljubljana Zhiraf Ambedo |
| Chiara Consonni     | 24-06-1999    | Italië        | CANYON//SRAM zondacrypto         |
| Mikayla Harvey      | 07-09-1998    | Nieuw-Zeeland | Team SD Worx-Protime             |
| Karolina Kumięga    | 16-04-1999    | Polen         | ?                                |

## Overwinningen
| Nationale kampioenschappen wielrennen Australië - tijdrit: Brodie Chapman Italië - weg: Elisa Longo Borghini Verenigde Arabische Emiraten - wegrit: Safia al Sayegh Verenigde Arabische Emiraten - tijdrit: Safia al Sayegh Spanje - tijdrit U23: Paula Blasi Spanje - wegwedstrijd U23: Paula Blasi Tour Down Under Ploegenklassement: *1) Ronde van de Verenigde Arabische Emiraten 3e etappe: Elisa Longo Borghini Eindklassement: Elisa Longo Borghini Ploegenklassement: *2) Wielerweek van Valencia Bergklassement: Brodie Chapman Ronde van Extremadura 1e etappe b: Greta Marturano Bergklassement: Maëva Squiban Ploegenklassement: *3) Trofeo Oro in Euro Karlijn Swinkels | Dwars door Vlaanderen Elisa Longo Borghini Brabantse Pijl Elisa Longo Borghini Grote Prijs van Chambéry Erica Magnaldi Gran Premio della Liberazione Paula Blasi Pointe du Raz Ladies Classic Paula Blasi Grote Prijs van Plumelec Eleonora Gasparrini Ronde van Groot-Brittannië Bergklassement: Dominika Włodarczyk Ronde van de Pyreneeën 3e etappe: Brodie Chapman Jongerenklassement: Paula Blasi Ploegenklassement: *4) Ronde van Italië Eindklassement: Elisa Longo Borghini | La Périgord Ladies Paula Blasi La Picto-Charentaise Dominika Włodarczyk Ronde van Frankrijk 6e etappe: Maëva Squiban 7e etappe: Maëva Squiban Ronde van Romandië 1e etappe: Paula Blasi Puntenklassement: Paula Blasi Jongerenklassement: Paula Blasi |

*1) Ploeg Tour Down Under: Bertizzolo, Holden, Magnaldi, Marturano, Swinkels, Włodarczyk
* 2) Ploeg Ronde van de Verenigde Arabische Emiraten: Bäckstedt, Gillespie, Longo Borghini, Persico, van Rooijen, Swinkels
*3) Ploeg Ronde van Extremadura: Blasi, Ivanchenko, Knaven, Marturano, Pellegrini, Shaw, Squiban
*4) Ploeg Ronde van de Pyreneeën: Blasi, Chapman, Holden, Swinkels, Włodarczyk, Venturelli
2011 · 2012 · 2013 · 2014 · 2015 · 2016 · 2017 · 2018 · 2019 · 2020 · 2021 · 2022 · 2023 · 2024 · 2025
Mannen:1991 · 1992 · 1993 · 1994 · 1995 · 1996 · 1997-1998 · 1999 · 2000 · 2001 · 2002 · 2003 · 2004 · 2005 · 2006 · 2007 · 2008 · 2009 · 2010 · 2011 · 2012 · 2013 · 2014 · 2015 · 2016 · 2017 · 2018 · 2019 · 2020 · 2021 · 2022 · 2023 · 2024 · 2025
Vrouwen:2022 · 2023 · 2024 · 2025
AG Insurance-Soudal · Canyon//SRAM zondacrypto  · Ceratizit-WNT Pro Cycling · FDJ-SUEZ · Fenix-Deceuninck · Human Powered Health · Lidl-Trek · Liv AlUla Jayco · Movistar · Roland · Team Picnic PostNL · SD Worx-Protime · Team Visma|Lease a Bike · UAE Team ADQ · Uno-X Mobility